# James de Rothschild
Pour les articles homonymes, voir Famille Rothschild.
Le baron Jacob Mayer de Rothschild, dit James de Rothschild, né le 15 mai 1792 à Francfort-sur-le-Main (Saint-Empire) et mort le 15 novembre 1868 à Paris 9e, est un banquier allemand, fondateur de la branche de Paris de la famille Rothschild.
James de Rothschild ne prit jamais la nationalité française et resta fidèle à sa nationalité allemande d'origine, ce qui lui interdit de devenir régent de la Banque de France. Son titre de baron est lui autrichien.
Devenu un personnage de roman, il inspira à trois grands écrivains français les figures de François Leuwen, le père du héros de Stendhal dans Lucien Leuwen, du baron de Nucingen, dans la Comédie humaine de Balzac, et enfin du banquier Gundermann, dans l'Argent de Zola.

## Biographie
Jacob (James) Rothschild est le fils de Mayer Anschel Rothschild (1744-1812), fondateur de la dynastie. Il épouse en 1824 sa nièce la baronne Betty de Rothschild (1805-1886), fille de Salomon Mayer von Rothschild, frère de James et fondateur de la branche de Vienne. Gudule, sa mère, mourut en 1849, à 96 ans[réf. nécessaire].
Selon Pierre Assouline dans son livre Le portrait (2007), Betty, qui fut la protégée de la reine Marie-Amélie, était anti-révolutionnaire, antidémocrate, antirépublicaine, et nostalgique de l'Ancien Régime ; elle détestait Napoléon III et ouvrit à son mari les portes des salons du faubourg Saint-Germain à Paris. 

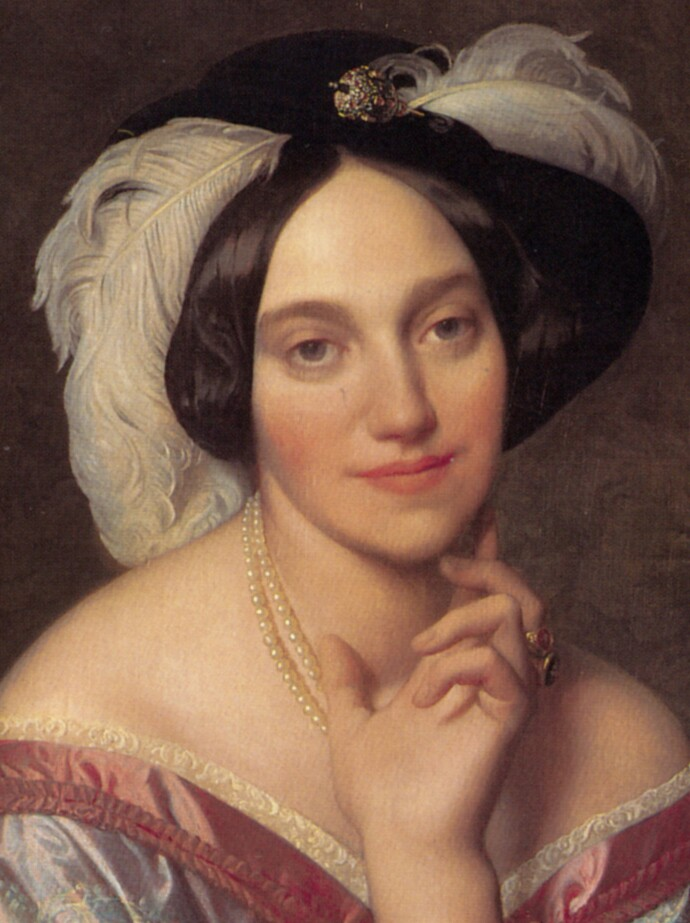
Baronne de Rothschild par Ingres (1848).

Ingres, qui l'aurait appelée « Le Cygne », fit en 1848 un célèbre portrait, « sacré » pour ses descendants au point de le faire copier à plusieurs exemplaires, qui faillit être englouti dans les mines allemandes d'Alt Aussee avant d'être restitué par l'État à la famille. Jusqu'en juin 2007, il orna la bibliothèque de l'ex-hôtel Lambert à Paris, alors possédé par Guy de Rothschild (le portrait a été reproduit par Assouline avant la vente de la demeure). 
Naîtront du couple une fille : Charlotte (1825-1899), puis quatre fils : Alphonse  (1827-1905), Gustave (1829-1911), Salomon (1835-1864) et Edmond (1845-1934).
Winston Churchill, moquant l'opportunisme de ces enfants, les surnommera « Rothschildren ».

### Carrière dans la banque et politique
Arrivé à Paris en mars 1811, afin de créer la filiale française de la « maison Rothschild », James installe en 1815, après avoir spéculé sur la chute de l'Empire, l'établissement financier « MM. de Rothschild Frères ». 
Il participe avec sa famille au financement de l'effort de guerre de la coalition menée par  la Grande-Bretagne contre Napoléon Ier, et celle-ci terminée, parviendra  à retrouver les faveurs du gouvernement français, d'abord en procurant à Louis XVIII les cinq millions de francs « nécessaires à la dignité de son retour », puis fréquentant assidûment le duc de Richelieu.
Il aidera le gouvernement de la Restauration, puis celui de la monarchie de Juillet, et gèrera la fortune personnelle du roi des Français Louis-Philippe Ier. Il financera également l’État belge nouvellement indépendant, l’Indépendance grecque, l’Unité italienne, secourt les trésoreries de l’Espagne, de l’Autriche et des États-Unis. 
Pionnier des chemins de fer, il obtient la concession de la Compagnie des chemins de fer du Nord (1843) qui sera la plus rentable des entreprises ferroviaires.
Il fut président de la Société du canal de jonction de la Sambre à l'Oise qu'il créa avec l'aide de la Société générale de Belgique et son gouverneur, le comte Ferdinand de Meeûs ; elle fut conçue pour amener de Belgique le charbon nécessaire à chauffer les Parisiens.  
Il fut chargé en 1855 (Exposition universelle de Paris) de l'organisation de l'association internationale pour l'adoption du système métrique universel qui aura comme principale tâche l'uniformisation des poids, mesures et monnaies.
Sous la monarchie de Juillet, il est avec le Roi l’homme le plus riche de France avec en 1847 l'énorme capital de 40 millions de francs. 
Après avoir été anobli par l'empereur d'Autriche ainsi que ses frères en 1817 (le titre n'est pas reconnu en France contrairement à la légende), il est nommé consul général d'Autriche à Paris par Metternich en 1821. En 1829, il devient membre du Cercle de l'Union.
Son fils cadet Edmond ira plus discrètement que sa mère faire ses adieux au comte de Paris au château d'Eu partant pour l'exil.
Toujours proche du pouvoir, vers 1851, James servit de cavalier à Eugénie de Montijo se rendant à un bal offert par le futur Napoléon III au palais des Tuileries.

### Fin de vie

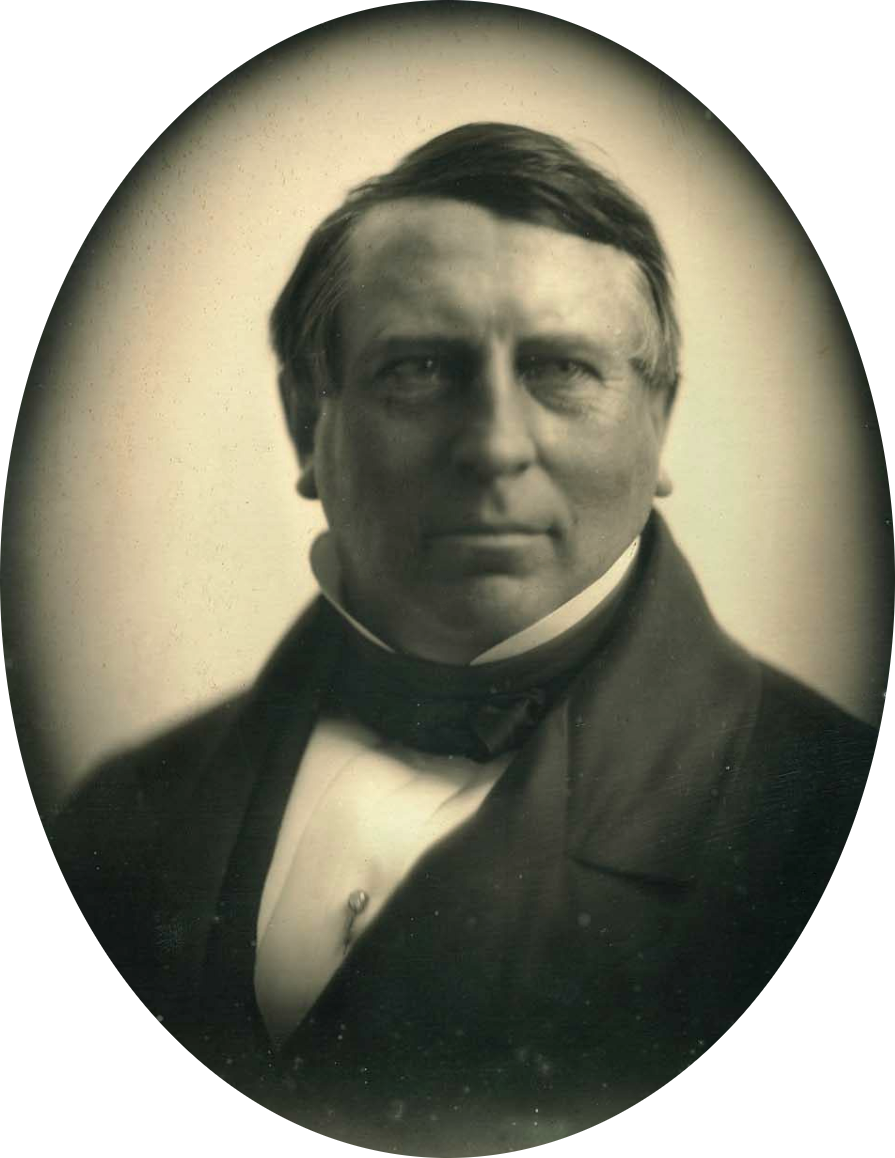
Photographie de James de Rothschild (entre 1845 et 1861).

Succombant à une « attaque de jaunisse », à Paris le 15 novembre 1868, il meurt en laissant une fortune de 150 millions de francs-or et une collection de 65 tableaux de maîtres anciens (Rembrandt, Fragonard), et 40 toiles des écoles hollandaise et flamande ; son premier achat en 1821 avait été La Laitière de Jean-Baptiste Greuze (Paris, musée du Louvre), et au début du XIXe siècle, il acquit à Londres Le porte-enseigne de Rembrandt (1636) qui passa dans la collection de son arrière-petit-fils Élie de Rothschild.
Sa famille reçut les condoléances de 4 000 personnes, dont le duc de Cambacérès et le prince de Metternich, sur les 6 000 qui se présentèrent chez lui.
Les Parisiens occupèrent en masse trottoirs et chaussées de la rue Laffitte jusqu'à la porte Saint-Denis pour voir passer le convoi funèbre très simple, selon la tradition israélite. Immédiatement suivi par ses trois valets de chambre, sans les honneurs militaires auxquels sa dignité de grand-officier de la Légion d'honneur lui donnait droit mais qui furent déclinés par les siens[réf. nécessaire], sans discours officiels, James est inhumé, comme son père, « à l'ombre de la synagogue, de sa maison et de sa famille »[à vérifier]. Il repose, avec sa famille, dans le carré juif du cimetière du Père-Lachaise (division 7).

## Distinctions
- Grand officier de la Légion d'honneur.

## Résidences
Déménageant deux fois en deux ans, il passa de la rue Le Peletier à la rue de Provence, puis acheta le 10 décembre 1818 l'hôtel particulier de la rue d'Artois (actuelle rue Laffitte) construit pour le banquier Laborde (guillotiné en 1794), occupé ensuite par la reine Hortense, qui le vendit au banquier viennois Fries et au commerçant praguois Lamel ; James y installa ses appartements dans le corps de logis central et ses bureaux dans les ailes latérales, et cette adresse prestigieuse resta celle de sa famille.

La demeure avait été reconstruite en 1836 en style gothique et Renaissance par Bellenger et Duponchel; ensuite, à la mort de Talleyrand, James acquit en juillet 1838 pour 1,2 million de francs l'hôtel de Saint-Florentin, 2, rue Saint-Florentin surnommé par Henri Heine : « le Versailles de la ploutocratie parisienne ». De là data sa véritable ascension mondaine.
« Rue Lafitte, les lambris sont cachés sous des étoffes merveilleuses, brodées, brochées, lamées et si épaisses, si fermes qu'elles tiennent debout elles-mêmes. Les rideaux sont fabuleusement beaux ; on les met doubles, on les met triples, et on met partout. Les meubles sont tous dorés, les murs aussi. » Vicomte de Launay (cité par Muhlstein).
James y loua un appartement à la princesse de Lieven et avec son épouse ouvrit cette « usine à réceptions » quatre soirs par semaine et le samedi soir pour un bal où l'on croisait Delacroix, Balzac – à qui il aurait inspiré le personnage du banquier Nucingen – Berlioz, Rossini, Chopin, qui dédia à leur fille unique Charlotte sa quatrième ballade en fa mineur, et qui fut portraiturée par Ary Scheffer (œuvre reproduite par Muhlstein). En 1826, les Rothschild engagent le célèbre cuisinier Antonin Carême pour rehausser le prestige de leurs réceptions et asseoir définitivement leur réputation mondaine.

### Le Château de Ferrières (Seine-et-Marne)

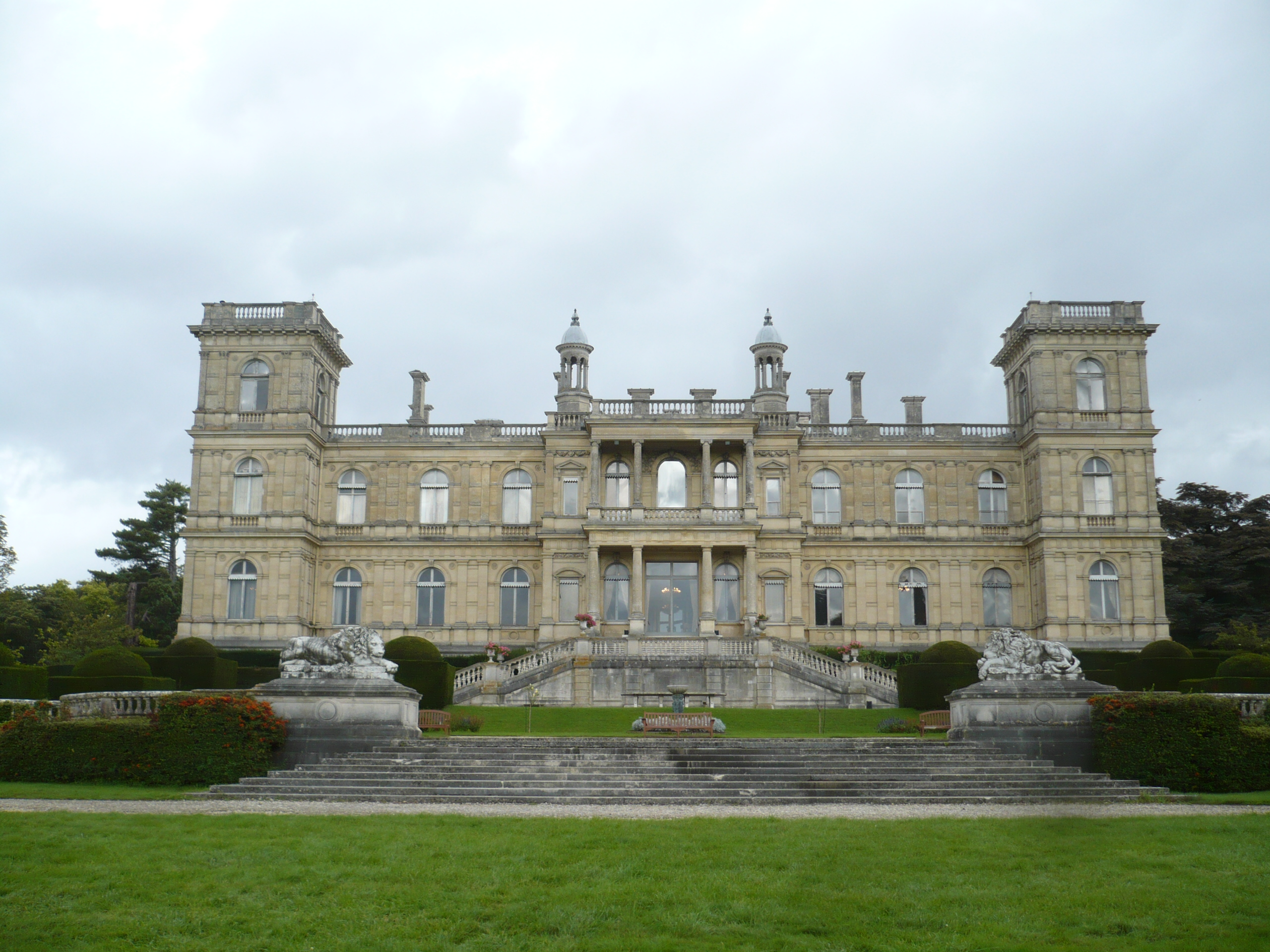
Le château de Ferrières.

En 1829, le baron James acquiert à Ferrières un château ancien, déjà remanié par Bernard Poyet pour Fouché, ministre de la police de Napoléon Ier, qu’il fait transformer en 1830 par A. Maingot en une demeure de style néo-classique. Entre 1853 et 1861, soucieux de rivaliser avec le château construit en 1855 à Mentmore par son cousin Mayer, il fait raser le château et fait construire un palais par Joseph Paxton, dont ce sera l’unique construction en France, l’un des plus remarquables du XIXe siècle, dont la décoration intérieure a été entièrement réalisée sous la direction d’Eugène Lami. 
Un vase en porcelaine "bleu poudré" de Chine d'époque Kangxi (1662-1722) avec monture en bronze doré d'Antoine-Philipe Pajot (vers 1730-1781) lui ayant appartenu au château de Ferrières et où il fut vendu le 3/12/1994, figurera à une vente Kohn à l'Hôtel Drouot prévue en mars 2018.
Le parc, attribué à Paxton, est sans doute dû en partie à Louis-Sulpice Varé et Jean-Pierre Barillet-Deschamps. 
Le domaine sera le cadre de grandes réceptions de chasses, et les bases du traité de Francfort y furent dictées par Otto von Bismarck à Jules Favre (la table est conservée à Château-Lafite). 
De l’ancien château, ne subsistent que la buanderie et l’orangerie, attribuées à Joseph-Antoine Froelicher, architecte officiel de la duchesse de Berry, datées des années 1840. 
Le domaine sera vendu vers 1970 et le château vidé de son mobilier et de ses collections sans que l'État français intervienne, le patrimoine de la seconde moitié du XIXe siècle étant alors encore peu considéré. 
Confié par Guy de Rothschild et son épouse à la chancellerie des Universités de Paris et sous-entretenu, il fut loué pour le tournage de certains films dont un James Bond ou Papy fait de la Résistance.

### Le château Rothschild

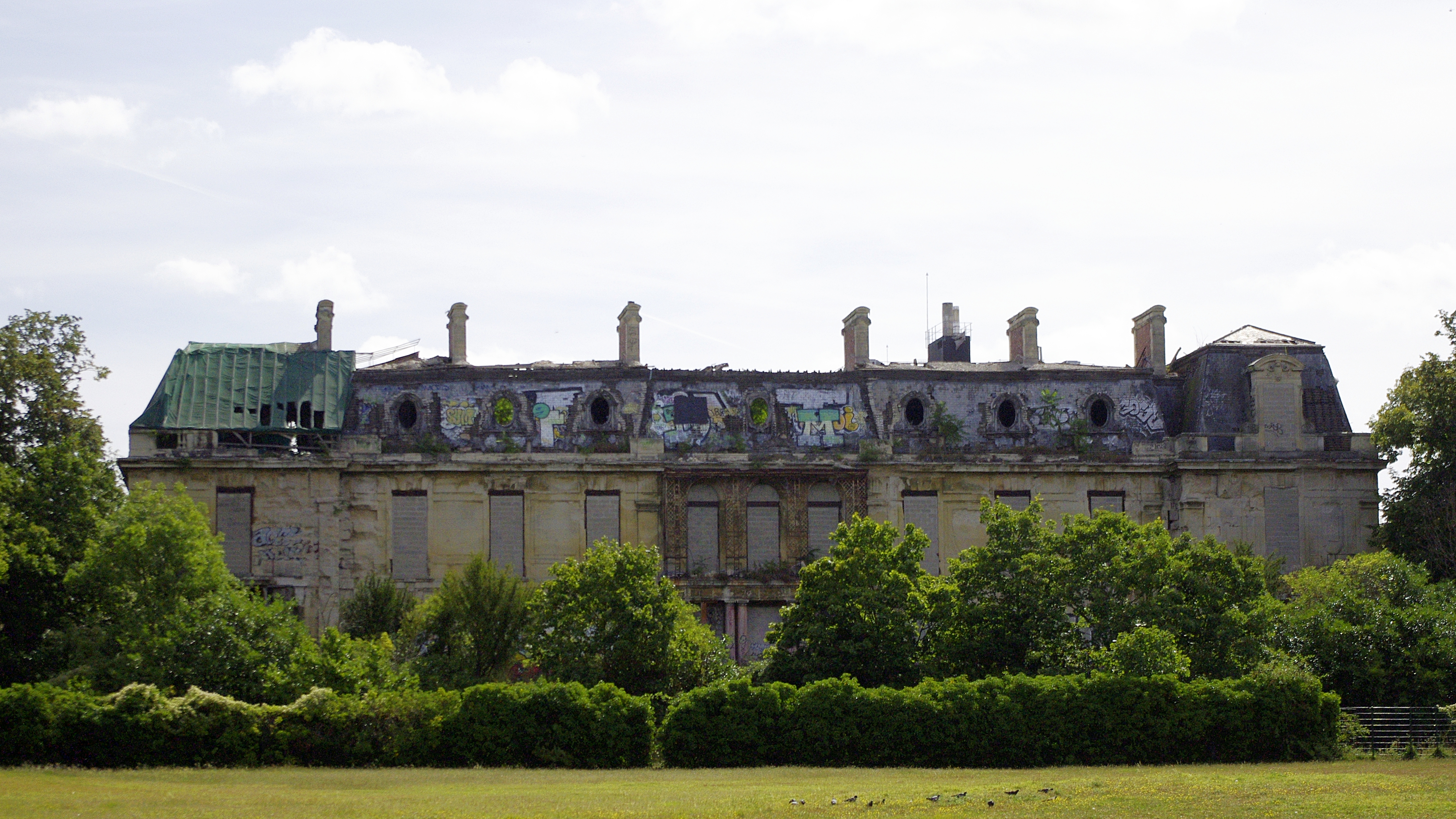
Le château Rothschild en 2008, en ruine.

Le château Rothschild a été construit à Boulogne-sur-Seine de 1855 à 1861 (avant la réunion de Billancourt à Boulogne-sur-Seine) dans le style Louis XIV à la demande de James de Rothschild sur un terrain qu'il avait acquis en 1817. 
Entouré de splendides jardins à la française et à l'anglaise sur trente hectares, le château fut longtemps un lieu de rencontres de la haute société. Il a ensuite été pillé par les Nazis et endommagé par les Américains lors de la Seconde Guerre mondiale. Revendu, puis abandonné, l'édifice quasi-ruiné subit les dégradations du temps et le vandalisme. 
Marcel Gauchet a évoqué dans ses souvenirs le magnifique parc de Boulogne, dont le « jardin japonais » où vers 1920 les Rothschild reçurent Georges Clemenceau ; environ quinze hectares subsistent en parc public, le reste est à l’abandon avec le château, ou a fait place à l’autoroute A13 et à l'hôpital Ambroise-Paré.

### Château Lafite

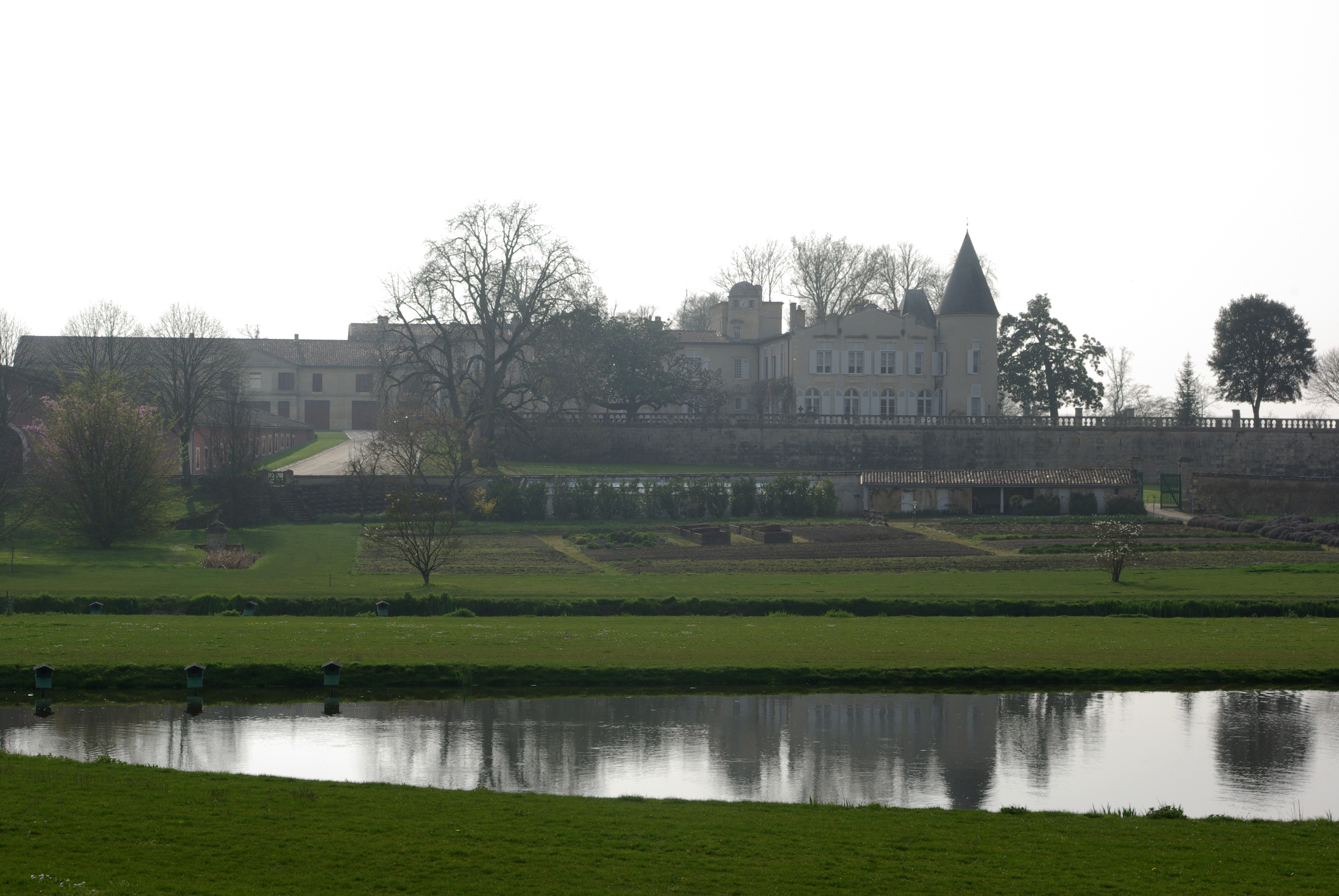
Le château Lafite Rothschild.

Le 8 août 1868 – soit 38 ans après avoir songé à l'acquérir – James réussit à acquérir pour l'énorme somme de 4 140 000 francs-or le Château Lafite et son vignoble de 125 hectares, classé en 1855 premier des Grands Crus du Médoc, aux héritiers du fournisseur aux armées hollandais Ignace-Joseph Vanderberghes, qui, craignant d'avoir à le restituer, l'avait cédé à sa femme qui le vendit – fictivement – à un certain Samuel Scott.
En 1755, le domaine appartint au comte de Ségur, puis à de Pichard, président au Parlement de Guyenne, guillotiné en 1794 ; il fut alors mis sous séquestre par la Nation.
James, qui mourra le 15 novembre suivant, commence à spéculer sur son vin alors que son neveu Nathaniel s'étonne de vendre le tonneau de Mouton au prix « fabuleusement élevé » de 5 000 francs…
Restée dans sa descendance, la demeure a conservé son opulent décor de boiseries et de damas rouge ou vert et son mobilier de style Napoléon III, ce qui en  fait une period room du Second Empire ; dans une petite chambre, a été conservé le dernier lit de James.

## Œuvres philanthropiques
Le couple de James et Betty s'investit dans des fondations et institutions philanthrophiques, notamment dans le domaine des soins aux malades. C'est ainsi qu'est créé l’hôpital Rothschild, rue de Picpus à Paris, ouvert en 1852 (qui conservait en 1981 le buste en marbre de son bienfaiteur, reproduit par Mulhstein).
Par ailleurs, Rothschild s'engage dans de nombreuses œuvres de bienfaisance : les dispensaires anti-tuberculeux, les premiers logements sociaux de Paris et les aides apportées à l’Assistance Publique.

## Bibliophilie
Le baron James de Rothschild a recueilli de nombreuses lettres en vers de La Gravette de Mayolas, Robinet, Boursault Perdou de Subligny, Laurent et autres (1665-1689).  Elles ont été publiées dans la série "Les continuateurs de Loret" après sa mort, en deux tomes datés de 1881 et 1882.